# Georges Hilaire
Georges Hilaire né à Pont-de-Chéruy le 24 décembre 1900, mort le 12 novembre 1976 dans le 4e arrondissement de Lyon, est un haut fonctionnaire français, en poste à Vichy pendant la Seconde Guerre mondiale.

## Parcours
Alors qu'il est critique d'art à la Revue des Beaux arts, en 1927, Pierre Laval, qui vient de racheter Le Moniteur du Puy-de-Dôme, le nomme comme rédacteur en chef de ce quotidien. En 1931, Laval devenu président du Conseil, il devient son chef de cabinet adjoint.  
Il est couvert d'éloges lorsqu'il n'est encore que sous-préfet de Pontoise, entre 1936 et 1939 : « sa culture, son sens moral, son autorité, sa connaissance des hommes et des réalités administratives, son dévouement au bien public, son amour de sa fonction [le] recommandent pour occuper les postes les plus difficiles et les plus délicats ».
Après un passage éclair au cabinet de Laval à Vichy, préfet de l'Aube en septembre 1940, il est noté comme « capable de représenter une volonté nouvelle ». Il devient secrétaire général pour l’Administration à partir d'avril 1942. Il reçoit notamment avec René Bousquet, le général SS Reinhard Heydrich à Paris en mai 1942. En mars 1944, anticipant sur l'échec de l'Allemagne, et comprenant combien sa position était exposée, il devient secrétaire général des Beaux-Arts. 
À la fin de la guerre, il trouve refuge en Suisse. Le 7 mars 1947, la Haute Cour le condamne, par contumace, à cinq ans de prison, à la dégradation nationale à vie et à la confiscation de ses biens. Il est gracié le 25 janvier 1955 et s'installe dans le petit village ardéchois d'Ucel[réf. nécessaire].

## Œuvres
- L'homme qu'il fallait tuer : Pierre Laval, Édition Charles de Jonquière - 1949 sous le pseudonyme de Julien Clermont.
- Les Lauriers inutiles, traité sur une politique des beaux-arts, Nouvelles Éditions Latines, 1949.